# خاوی سالرو
خاوی سالرو (انگلیسی: Javi Salero؛ زادهٔ ۲۷ فوریهٔ ۱۹۸۷) بازیکن فوتبال اهل اسپانیا است.